# 影院评分
影院评分（英語：CinemaScore）是总部位于拉斯维加斯的市场调查机构。该公司调查电影观众对观影体验的等级评价，报告结果，根据这一数据预测票房收入。

## 背景
埃德·明茨在对《廉价侦探》感到失望后，于1979年成立了影院评分。他的儿子表示，父亲恨不得事先倾听“真正的人而非影评人”对这部电影的想法。公司调查了在影院观影的观众，请他们评价电影并指明电影吸引他们的地方。结果在《娱乐周刊》发布。影院评分还通过调查确定观众透过视频租用电影的意愿，打破了依照年龄和性别的人口统计方式的弊端，将信息传递给Fox Video Corportation等影碟公司。
公司民调专家德德·吉尔摩（Dede Gilmore）报道了1993年的趋势，“大多数电影很容易得到B+评级。我认为前来的人们想要娱乐。他们有着很高的期望值。他们的评级更加宽松。但由于这样做的观众越来越多，他们受到的批评更加猛烈。”1993年，获得A级的电影包括《闻香识女人》、《好人寥寥》和《怒火风暴》。B级电影则包括《似是故人来》和《心荡神驰》。C级电影则有《肉体证据》。
蛰伏三年，公司网站在主席寻求杂志和视频公司的赞助后于1999年上线。1999年到2002年，布拉德·佩帕德（Brad Peppard）担任公司网站主席。网站设有包括含2000部电影资料及其观众评价的数据库。上线前夕，公司在《拉斯维加斯评论报》和《雷诺公报》公布结果。此外，公司推出向影迷提供的每周电子邮件订阅的网络扩展程序，以便追踪观众评价报告。当年，公司为大约140部影片评分，其中著名片商的上映电影占98-99%。公司拉斯维加斯、洛杉矶、圣地亚哥、丹佛、密尔沃基、圣路易斯、达拉斯、亚特兰大、坦帕、凤凰城和珊瑚泉15个城市站中3个站的雇员们就每部电影调查400-500位观众。
2002年夏，公司报道本季创下了自1995年以来最高的集体评分。2000年夏，32部电影中的25部获得A级或B级。2001年夏的30部电影中有26部获得相似的评分，而2002年夏的34部电影中有32部的评分相近，这是十年来最高的比例。

## 评分

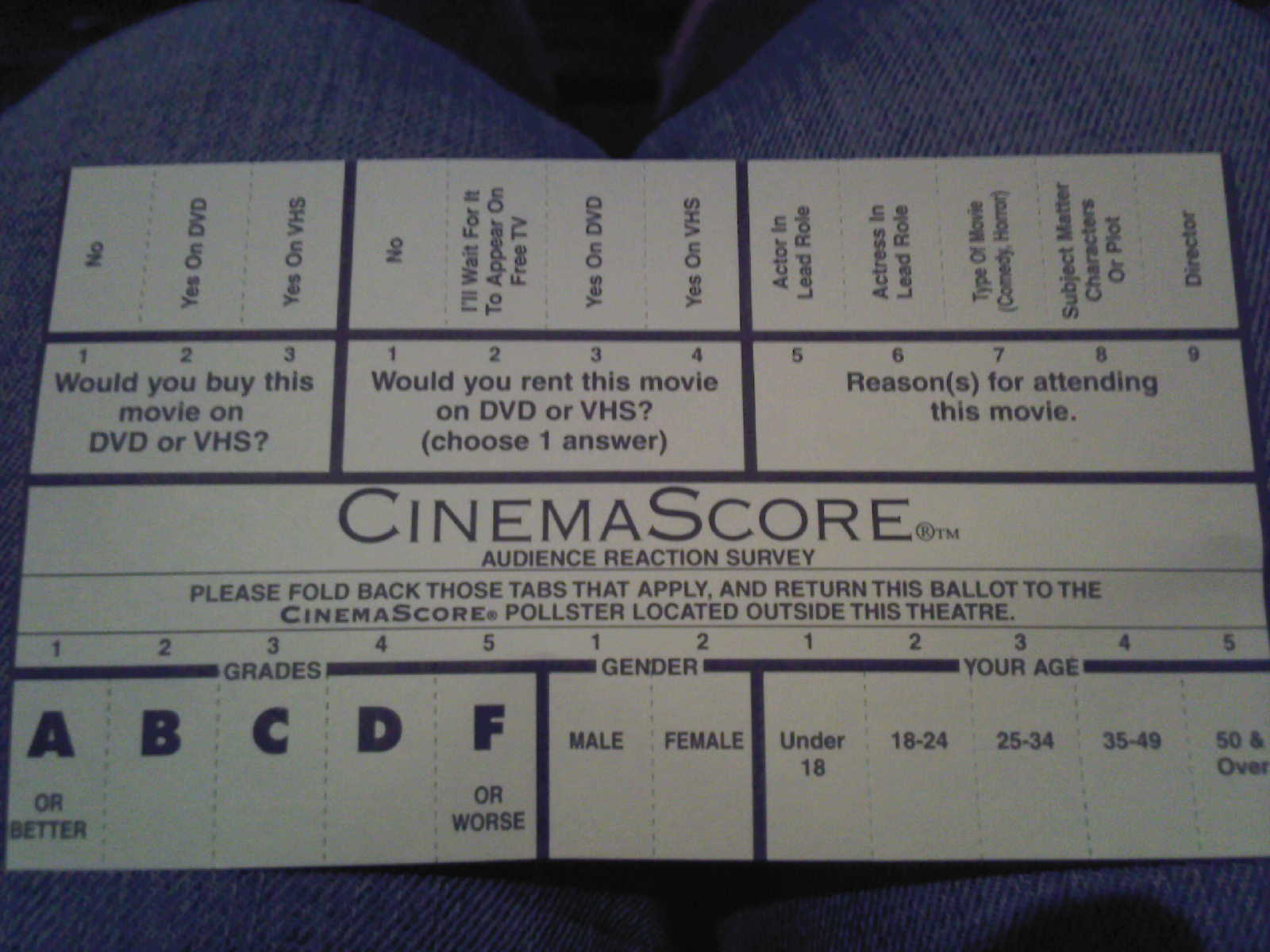
影院评分调查卡示例

北美地区25座大城市共出现35到45支影院评分调查代表队。五座随机抽取城市的代表们每逢星期五将一张调查小卡片发给首映日的观众。卡片询问观众年龄、性别、电影在A+到F之间的评分、是否出租或购买电影的DVD或蓝光版和选择该电影的原因。通常每部电影公司都会收回四百张卡片；公司预估65%的回应率和6%的误差范围。评价依照性别和年龄段（21岁以下、21岁-34岁、35岁及以上）归类。电影制片方及其他订阅户大约会在太平洋时间晚上11点收到数据。公司在社交媒体上向公众发布评价等级，尽管详细数据是专有的，但评分会在整个媒体和产业迅速传播开来，使得制片方负责人吹嘘自己的成功并嘲笑竞争对手的失败。得分高的电影经常会在他们之后的广告中引用其影院评分成绩。
通常影院评分A+级的电影的预测票房会很成功。从1982年到2011年8月，仅有52部电影（约每年两部）获得最高等级，其中包括八部奥斯卡金像奖最佳影片得奖影片《泰坦尼克号》、《魔髮奇緣》、《王者之聲：宣戰時刻》、《好人寥寥》、《溫馨接送情》、《阿甘正傳》和《玩具總動員2》。然而从2004年到2014年，A+和A级影片总收入分别是他们首周末票房的4.8倍和3.6倍，C-级影片总收入是首周末的2.5倍。由于首映当晚观众想必比平日顾客对电影更加热情，《洛杉矶时报》认为他们给出的C级评价是“坏消息，相当于不及格”。明茨表示，“电影的评价不应该低于C级。C就是失败。而且F级影片非常少见。我是想说，如果他是F级影片，那它甚至不应该上映。”自2004年到2017年，共有12部电影获得F级评价，包括2002年史蒂文·索德伯格与乔治·克鲁尼重制的《飞向太空2002》、《灾难大电影》（2008年）、布拉德·皮特的《温柔的杀戮》（2012年）和七部恐怖惊悚片：威廉·弗莱德金与艾什莉·贾德的《千疮百孔》（2006年）、《狼溪》（2005年）、《异教徒》（2006年）、《鬼别墅》（2002年）、卡梅隆·迪亚兹的《杀人宝盒》、《心中的恶魔》（2012年）、《寂静的房子》（2012年）和《母親！》（2017年）。
影院评分的预测基于《时代》杂志所认为的“准确得令人惊讶”的调查，这是“大多数像在球场上比赛的公司的所选”。2009年，公司准确预测《宿醉》的成功和《失落的大陆》的失败。影院评分的准确性给好莱坞高管们分类。消息人士告诉《Deadline》，影院评分“并不总是正确的，但它是一个非常好的指标。我依赖它了”，而另一位人士表示公司的竞争者PostTrak“更加厉害......更透彻和深入”。